# سیارک ۱۸۸۷۶
سیارک ۱۸۸۷۶ (به انگلیسی: 18876 Sooner، نامگذاری:1999XM) هجده هزار و هشتصد و هفتاد و ششمین سیارک کشف شده‌است که در ۲ دسامبر ۱۹۹۹ کشف شد.